# خنجر خان
خنجر خان هي قرية في مقاطعة خوي، إيران. يقدر عدد سكانها بـ 330 نسمة بحسب إحصاء 2016.